# Repúbliques Bòers

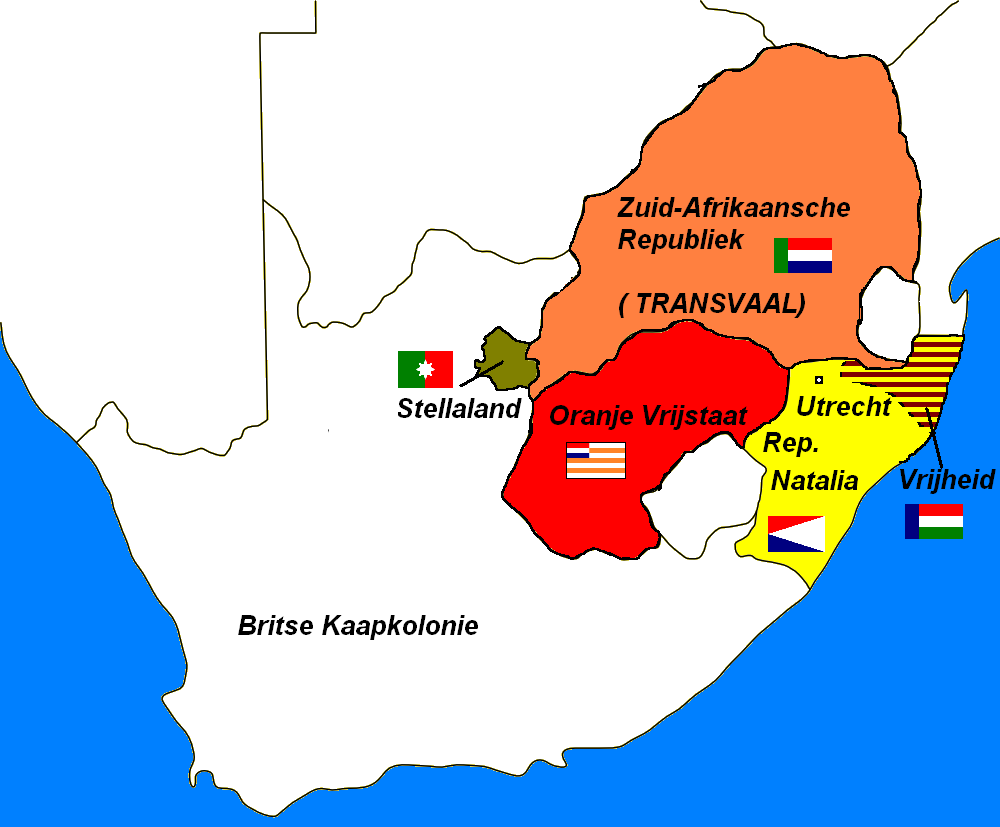
Situació de les Repúbliques Bòers

Les Repúbliques Bòers (o bé estats bòers) eren repúbliques autoproclamades independents creades pels colons neerlandesos (de parla afrikaans) de la Colònia del Cap i els seus descendents (anomenats trekboers, bòers i voortrekkers, però més tard coneguts col·lectivament com a afrikaners) situades al nord i est del que és ara Sud-àfrica.

## Història
Encara que algunes d'aquestes repúbliques ja foren fundades el 1795 durant el domini neerlandès a la Colònia del Cap, la majoria d'aquests estats foren creats després que la Gran Bretanya suplantés als Països Baixos com a potència colonial a Sud-àfrica. Posteriorment un nombre de colons neerlandesos (protoafrikaans, sovint anomenat "die taal") marxaren cap a l'interior el 1835 per evitar el seu control administratiu en un moviment que fou conegut com a Gran Trek. Uns quants d'aquests estats s'establien després de derrotes militars de la població indígena a mans dels Voortrekkers o boers gràcies a la seva superioritat en armament.
Després que Andries Pretorius fos cridat per a omplir el buit de lideratge per les morts de Piet Retief i Gerhard Maritz, inicialment s'oferia a negociar per a la pau amb Dingaan si els cedia la terra que havia ofert inicialment a Retief. Dingaan va respondre atacant el Voortrekkers; però el 16 de desembre de 1838 fou derrotat en la batalla de Riu Nacome (més tard anomenada batalla de Blood River), durant la qual 300 voortrekkers guanyaven una batalla decisiva contra milers d'impis de Dingaan.
La República del Natal va ser fundada el 1839 pel bòers local després que Pretorius signés un tractat amb Mpande, el nou rei zulu.
Els territoris al nord del riu Vaal al Transvaal foren reconeguts oficialment com a independents per Gran Bretanya quan signà la Convenció de Sand River el 17 de gener de 1852. Els territoris i els districtes del Transvaal eren Potchefstroom, Lydenburg i Zoutpansberg, que s'uniren en 1857 per a formar la República Sud-Africana.
L'Estat Lliure d'Orange fou reconegut com a independent de la Gran Bretanya de 17 de febrer de 1854, encara que no ho fou oficialment fins al 23 de febrer de 1854 amb la signatura a Bloemfontein de la Convenció d'Orange River.
La república de Goshen fou fundada per Nicolaas Claudius Gey van Pittiusen una proclamació especial el 21 de novembre de 1882 i l'any següent a Vryburg es proclamava la república de Stellaland. El govern britànic no va poder impedir aquesta proclamacions, que bloquejaven l'expansió i el trànsit de mercaderies britànic amb l'Àfrica central, que es van unir el novembre de 1883 per formar els Estats Units de Stellaland. A començament del 1885 els britànics van enviar una expedició militar dirigida pel general Sir Charles Warren, amb objectiu final a Mafeking (Mahikeng) per impedir la possibilitat de l'establiment d'una continuïtat territorial entre l'Àfrica Sud-occidental Alemanya i la República de Transvaal. El març del 1885 Warren va arribar a l'Orange River Station, el final de la línia fèrria (el pont sobre el riu Orange encara no existia) alguns bòers es van posar al servei dels britànics, i van avançar cap a Mahikeng; els bòers de la regió no van oferir resistència i foren absorbits, incorporant-los al Protectorat de Betxuanalàndia.
La Niewe Republiek (que comprenia la ciutat de Vryheid) s'establí el 1884 a terra donada al bòers locals pel rei zulu Cetshwayo. Aquesta república fou més tard absorbida a per la República de Transvaal.
També crearen estats propis grups de població com els griqua, un subgrup dels multiracials i heterogenis coloured. Els més notables foren Griqualand Occidental i Griqualand Oriental.
Mentre que algunes d'aquestes repúbliques eren miniestats relativament efímers d'altres, especialment la República de Transvaal i l'Estat Lliure d'Orange, foren veritables països independents reconeguts oficialment no sols per la Gran Bretanya sinó també pels Països Baixos, França, Alemanya, Bèlgica i els Estats Units. Aquests dos països continuaven existint es mantingueren durant unes quantes dècades, malgrat la Primera Guerra Bòer amb la Gran Bretanya. Tanmateix, els esdeveniments posteriors, incloent-hi el descobriment de diamants i or en aquests estats, conduïren a la Segona Guerra Bòer. En aquesta guerra el Transvaal i Estat Lliure d'Orange foren derrotats i annexionats per les forces britàniques i oficialment deixaven d'existir 31 de maig de 1902 amb la signatura del Tractat de Vereeniging, convertint-se en Colònia de Transvaal i Colònia del riu Orange respectivament. Una colònia britànica nova, la Unió Sud-africana, es va crear posteriorment amb les de Transvaal i Orange juntament amb la Colònia del Cap i la Colònia de Natal, que formaren la Província de Transvaal, Província de l'Estat Lliure d'Orange, Província del Cap, i Província de Natal respectivament.

## Llista d'estats bòers i griqua
- Swellendam (1795)
- Graaff-Reinet (1795 - 1796)
- Winburg (1836-1844)
- Potchefstroom (17 de gener 1837 - 9 d'abril 1844)
- Winburg-Potchefstroom, (9 d'abril 1844 - 3 de febrer 1848)
- Goshen (24 d'octubre 1882 - 7 d'agost 1883)
- Griqualand Oriental, també coneguda com a Nova Griqualand (26 de desembre de 1861 - 1879)
- Griqualand West, també coneguda com a Klipdrift Republic, Digger's Republic o Free Republic (30 de juliol de 1870 - 13 de desembre de 1870)
- Klein Vrystaat, (10 de març de 1886 - 2 de maig de 1891)
- República de Natàlia (12 d'octubre de 1838 – 12 de maig de 1843)
- Niewe Republiek (1884 d'agost 16 - 1888 de juliol 20)
- Estat Lliure d'Orange, coneguda originalment com a Transorangia (1845 - 1902) (independent oficialment de la Gran Bretanya el 23 de febrer 1854.)
- Philippolis, també coneguda coma Terra d'Adam Kok (25 d'agost 1884 - 26 de desembre de 1888)
- Stellaland (26 de juliol de 1882 - 6 d'agost de 1883)
- República de Transvaal, o també República Sud-africana (1848 - 1902) (independent oficialment de la Gran Bretanya el 17 de gener de 1852.)
- Estats Units de Stellaland (6 d'agost de 1883 – 30 de setembre de 1885)
- Utrecht (1852 – 8 de maig de 1858)
- Terra de Waterboer, també coneguda com a Griquatown (1813 - 17 de juliol de 1871)

## Cultura popular
A la novel·la "Crush Depth" de Joe Buff, l'Imperi Bòer resorgeix un altre cop aliat amb Alemanya i esdevé la pitjor amenaça de la humanitat des de la Guerra Freda